# Jan Kristián II. z Eggenbergu
Jan Kristián II. Seyfried (10. března 1704 – 23. února 1717) byl poslední kníže z Eggenbergu a 6. vévoda krumlovský, kterým vymřel jeho rod po meči.

## Život
Jan Kristián II. se narodil jako jediný syn knížete z Eggenbergu, 5. vévody krumlovského a gradišského hraběte Jana Antonína II. a Marie Karolíny ze Šternberka.
V době jeho narození byl jeho rod na vrcholu své moci. V jižních Čechách vládl jeho prastrýc Jan Kristián I. a ve Štýrsku jeho děd Jan Seyfried. Po smrti bezdětného Jana Kristiána I. roku 1710 se rodová panství spojila opět pod vládou jednoho knížete Jana Seyfrieda, Janova děda. Nicméně ten o tři roky později na to zemřel a místa vládnoucího knížete se ujal Janův otec Jan Antonín II. Ten sám však nečekaně zemřel již v roce 1716, čímž se z třináctiletého Jana Kristiána II. stal poslední žijící potomek rodu Eggenbergů.
Konečný soumrak rodu nastal již o rok později, když Jan Kristián II. zemřel na zánět slepého střeva. Mocný rod Eggenbergů tak nečekaně vymizel z dějin smrtí tří generací během necelých sedmi let.
Po jeho smrti připadlo vévodství Krumlovské vdově po Janu Kristiánu I. Marii Arnoštce, která je odkázala svému synovci Adamu Františkovi ze Schwarzenbergu. Rodový majetek ve Štýrsku si mezi sebe rozdělily jeho dvě sestry Marie Eleonora a Marie Terezie, přičemž hlavou rodu se stala starší Marie Eleonora. Ta sama však neměla potomka, čímž po její smrti roku 1774 vymřel rod Eggenbergů po přeslici. Rodový zámek Eggenberg pak připadl rodu jejího posledního manžela, Herbersteinům.